# 文森特·巴赫公司
文森特·巴赫公司 (Vincent Bach Corporation)是一間銅管樂器生產公司，於1918年由小號手文森特·史高路騰巴赫(Vincent Schrotenbach)成立。
文森特·史高路騰巴赫出生於維也納，最初接受小提琴訓練，後來轉為學習小號。他在機械工程師學院(Maschinenbauschule)取得機械工程學位後 ，他選擇了音樂家為他的職業，同時改名為文森特·巴赫(Vincent Bach)。第一次世界大戰時，文森特·巴赫搬到紐約。經過面試後，文森特·巴赫被指揮家卡爾·麥克(Karl Muck)選為紐約大都會歌劇院的歌劇及芭蕾舞管絃樂團首席小號手。1918年，文森特·巴赫在利禾利劇院(Rivoli Theatre)找到兼職工作後，開始他製造小號吹咀的事業。第一支「巴赫小號」(Bach Trumpet)出現在1924年，被譽為小號界的「斯特拉迪瓦里琴」(Stradivarius)。1928年，「巴赫長號」(Bach Trombone)亦相繼被推出。
文森特·巴赫公司在1953年搬遷到美國紐約州的弗農山市。文森特·巴赫在1961年退休，該年塞爾瑪公司收購了文森特·巴赫公司，但塞爾瑪公司承諾維持文森特·巴赫的傳統設計，並以巴赫·斯特拉迪瓦里(Bach Stradivarius)名義出售。 

## 外部連結
- 塞爾瑪公司官方網頁 （页面存档备份，存于）
- 文森特·巴赫公司官方網頁（页面存档备份，存于）